# Pace (Flórida)
Pace é uma Região censo-designada localizada no estado americano de Flórida, no Condado de Santa Rosa.

## Demografia
Segundo o censo americano de 2000, a sua população era de 7393 habitantes.

## Geografia
De acordo com o United States Census Bureau tem uma área de
24,3 km², dos quais 24,3 km² cobertos por terra e 0,0 km² cobertos por água. Pace localiza-se a aproximadamente 9 m acima do nível do mar.

## Localidades na vizinhança
O diagrama seguinte representa as localidades num raio de 24 km ao redor de Pace.